# 彩城ゆりな
彩城 ゆりな（あやしろ ゆりな、1993年2月24日 - ）は、日本の女優。元AV女優。ディアスグループ所属。

## 略歴
秋田県出身。着エロのイメージDVDへ出演後、2012年9月にAVデビューしたロリ系AV女優。ビデオメーカー・kawaii*専属女優として1本のみ出演。
もともとOLとして勤務していたが、お金を貯めたくなり着エロ作品に出演。しかし、実家に帰らなければならず活動継続が困難となり、着エロまでやったのならAVにも出演してみたいと自らの希望でAV業界に飛び込んだ。
翌2013年2月よりAV女優としての活動を再開。以降、単体・企画を問わずAV女優として多数の作品に出演。所属事務所はマークスジャパン。
2014年5月29日、アイドルグループ・マシュマロ3D（現 マシュマロ3d+）」に「マシュマロ☆ミント」として加入
2016年2月27日に開催されたマシュマロ3d+の定期ライブで、当日をもってグループを脱退しAV女優を休業することを発表した。
同年6月8日、約4ヶ月ぶりに公式ブログを更新し、撮影会をメインに活動を再開するがAV女優としての活動は考えていないことを明かした。10月1日よりLANTANA（ディアスグループ）に所属。
元AV女優の愛須心亜（ここたん）、真野ゆりあ（まのちん）と彩城（ゆりにゃん）でアイドルグループ「ぷりゅむ。」を結成。2016年11月22日にデビューワンマンライブを開催して以降、定期ライブやメディア出演など精力的に活動。2017年7月30日のライブを持って解散。
2017年7月、主演映画『サイコウノバカヤロウ』が公開。

## 人物
初体験は高校3年生（17歳）。気持ちいいと思い始めたのは3、4回目以降だった。
大学進学で上京するも、都会に出たいがための口実として進学したため、すぐさまアパレル系のアルバイトを優先するようになる。その後、飲み屋勤務の仕事にスカウトされたことをきっかけに夜の仕事に興味を持つ。
着エロ時代からのパイパンはワックスで脱毛しているが、2015年のインタビューでは「頑張ってもパヤパヤなんですよ。だから微妙すぎて剃っちゃう」と答えている。AV女優としてはアナルなどハードな撮影もしてきたが、「ほかの人より羞恥心がない」と当時の心境を述懐している。

## 出演作品

### イメージDVD
- Ten-nyo（2012年6月22日、type-R）
- つるるんベイベー（2013年10月18日、心交社）※「綾瀬ゆか」名義
- Aが好きです（2013年11月22日、SOMEBADY）※「小倉由紀」名義
- やっぱりAが好き（2014年2月21日、SOMEBADY）※「小倉由紀」名義
- だからAが好き（2014年4月25日、SOMEBADY）※「小倉由紀」名義

### アダルトDVD
- 新人!kawaii*専属デビュ→ パイパン着エロアイドル1本限りのAV解禁♪（9月25日、kawaii*）※デビュー作

- AV復活! パイパン×真性中出し（2月13日、MOODYZ）※復帰作
- 可愛くて反応が良いぶっかけとごっくん（3月13日、MOODYZ）
- 敏感すぎてイキまくる制服美少女（6月13日、無垢）
- 応募即撮りH系 6（7月5日、NON）
- 彼氏に内緒なら…寝取られOK素人娘（7月13日、はじめ企画）
- 肉壷堕ち 野球部マネージャー ゆりな（7月25日、ラマ）
- 人懐っこい姪っ子がムラムラした俺の前に…!! 軽いイタズラのつもりでウワサのアノ薬を試したら激ギマリしてマンホジしながら俺に迫ってくるが正しい対処法を俺は知らない。（8月9日、NON）
- 性交依存症の制服少女 4（8月13日、HERO）
- 下校中に我慢できず民家と知らずに庭で小便をした女子校生を脅して犯す（9月1日、変態紳士倶楽部）
- ゆりなとゆめ（9月13日、無垢）
- 美少女仮面オーロラ（9月27日、GIGA）
- 制服女子校生と中出し乱交（10月1日、ZUKKON/BAKKON）
- 2013年度ソフト・オン・デマンド 社内健康診断 美人女子社員限定で行うSOD独自の「性交診断」 初公開210分SP（10月10日、SODクリエイト）※「綾部友梨」名義
- 「パパ、ぎょう虫検査手伝って!」 登校前、ぎょう虫検査を一人じゃ出来ない●学生の娘は、お母さんがいないから、父親である私の目の前で四つん這いになりお尻を丸出しにして恥ずかしそうに待っている。娘にもかかわらずその姿を見て勃起してしまった私は大きくなった股間を隠すのに必死。でもよく見るとなにやら娘のアソコも濡れている!?娘と私…二人きりの我が家…。どうする…!?（10月10日、Hunter）
- 素人生ハメ! ママ友ナンパ8 幼妻愛好会 無垢で優しさあふれるママさんとオトナのお遊戯（10月10日、ホットエンターテイメント）
- ブルマー少女をねぶり尽くす（10月13日、ラマコス）
- もうすぐ卒業だから… 学籍番号:021（10月25日、ONE DA FULL）
- ロリータ性感オイルエステ11（11月21日、アイエナジー）
- 制服中出し強姦。（11月22日、MAD）
- 美少女即ハメ白書18（11月22日、ソクハメラボ）
- 青空 ツインテール ハンドルフェラ（11月25日、アロマ企画）
- 縄奉仕1（11月30日、ヴァンアソシエイツ）
- JK 直下型&M字パンチラ挑発4（12月13日、アロマ企画）
- 全裸角オナニー2（12月13日、アロマ企画）
- 素人共同制作。ゆとり世代のグループが無知な少女をゲーム感覚で輪姦する動画（12月20日、ブレスト）
- デイトナピンク（変身前） 電気ショック編/クンニ地獄編/顔面騎乗編/凌辱編（12月27日、GIGA）
- お嬢様クロニクル 14（12月27日、ONE DA FULL）

- 全裸女子校生 放送禁止!!テレビで流すには過激すぎて、即お蔵入りになった大問題ドキュメント!!（1月1日、プレステージ）
- ノーパン・ハイスクール5（1月7日、プレミアム）
- 顔出し!女子大生限定 マジックミラー号 徹底検証!男女の友情は成立する!? 友達関係のリアル素人大学生が日本一エロ〜い車MM号の中で二人っきり♥in池袋 3（1月9日、ディープス）※「あいか」名義
- 実父に犯され続けた娘たちの近親相姦映像（1月10日、I.B.WORKS）
- つるつるパイパンロリータ ち○ぽいじめ（1月13日、アロマ企画）
- ヒロインイメージファクトリー 13（1月17日、GIGA）
- 嫁と姑の、よくある争い。（1月19日、レズれ!）
- その場で会った素人男女のハニカミ濃厚ディープキス（1月23日、ナチュラルハイ）※「マイ」名義
- 凌辱ヒロイン IMMORAL SCHOOL（1月24日、TMA）
- 素人騙し撮り Vol.13 脱がし屋 美人限定（1月25日、ONE GENERATION）
- 即ハメ痴漢（1月26日、ナチュラルハイ）
- 修学旅行生がマジックミラー号でデカチン初体験 大人のズル剥けチ○ポをみんなで測って、起たせて、恥ずかしいけど大興奮!…では終わらず自由行動中にセックスしちゃう女の子も!先生には内緒♥（2月6日、SODクリエイト）※「ゆみ」名義
- MOODYZファン感謝祭 バコバコうらキャンプ2014 補欠者無救済!地獄のバコーズブートキャンプ!!（2月13日、MOODYZ）
- 「新・間違えたフリして女子校通学バスに乗り込んでヤられた」 VOL.5（2月20日、DANDY）
- ドS女子校生のM男チ○ポ淫語罵倒責め（2月21日、クリスタル映像）
- 同じマンションに住む小さい女の子に媚薬を塗り込んだチ○ポで即イラマ。結果、ねば〜っと糸引くえずき汁まみれのイキ顔で淫乱化。（3月6日、ナチュラルハイ）
- 仕置き縄2 縄奴隷の約束（3月13日、赤ほたるいか）
- ヒロインぶっかけ凌辱 セーラードルフィン（3月14日、GIGA）
- 卒業3 其ノ四（3月21日、ONEZ）
- 美少女の監禁飼育ビデオ5（4月1日、プラネットプラス）
- セーラーファイターズ 触手怪人丸呑み凌辱消化地獄 前編（4月1日、GIGA）
- 純粋無垢な美少女の完全未公開撮り卸 フェラチオ 十四連発四時間 弐（4月13日、無垢）
- 危険日直撃!! 子作りできるソープランド3（4月24日、michiru）
- アメコミヒロインWレイプ（4月25日、GIGA）
- セーラーファイターズ 触手怪人丸呑み凌辱消化地獄 後編（4月25日、GIGA）
- 制服少女@ビデオレター05 性に貪欲なウリ営業（5月1日、プラネットプラス）
- ヒナワガン（5月9日、STUDIO2.5）
- 禁断のテーブル三角関係 彼女の親友が机の下にこっそり隠れてフェラチオ（6月19日、ROCKET）
- 完全着衣ヒロイン凌辱 バトル・オブ・フューチャー（6月27日、GIGA）
- 塗られた媚薬が効く前に急いでオマ○コを洗う女子校生…であったが間に合わず無念の発情（7月10日、ナチュラルハイ）
- 貧乳パイパンいもうと中出し 1（7月13日、ケートライブ）
- 私の前で愛しあいなさい 4時間12名全6話 撮りおろしSP（7月19日、レズれ!）
- 利尿剤で強制おねしょ!!女子校生の娘が家に連れて来る友達はとてもカワイイのですが…人の家なのに遅くに来たり、娘をパシリにしたりと態度がデカイ非常識な子ばかり！（7月24日、Hunter）
- バトル・オブ・フューチャー 緊縛凌辱編（7月25日、GIGA）
- 強制中出し孕ませ学園（7月25日、本中）
- 露出狂の僕が捨てたAVを拾った女にチ○ポ見せつけ説教レイプ（8月1日、MUTTURi）
- ロリータ専門 いちゃいちゃ妹エステ（8月7日、アイエナジー）
- 禁断の姉妹レズ 結婚前夜「私の方があの人よりお姉ちゃんのこと好きなんだから」と妹に風呂で拘束されイカされ続けた姉（8月7日、ナチュラルハイ）
- 「間違えたフリして女子校生だらけの女性専用車両に乗り込んで勃起したらヤられまくった」VOL.1（8月7日、DANDY）
- 学校の持ち物検査で、いやらしい小説を持っていた教え子を男子生徒の前で辱めたのち、ほかにも隠していないか膣の中まで調べ上げたら、羞恥心で糸を引くほど濡れているドM少女だった!!（8月8日、SCOOP）
- 国民的アイドル M-girls 2 誘惑超絶大乱交4時間スペシャル 〜トップアイドル目指して酒池肉林のSEX接待〜（8月13日、MOODYZ）
- ビッチロリ。セックchu2（8月21日、ROCKET）
- 素股痴漢〜うぶな女のマ○コにチ○ポを擦りまくって発情させろ!!〜（8月21日、ナチュラルハイ）
- 感じるとヒクヒク動く自分のアナルを見せられて発情する妹の友達（9月6日、ナチュラルハイ）
- 新・娘よ、俺の子供を産め!近親相姦大家族5姉妹に夜這い中出し（9月12日、V&R PRODUCE）.
- 女子校生限定!ち●ぽ掃除付き家事代行業「お洗濯ガール」（9月12日、ケイ・エム・プロデュース）
- 女子校生強制中出し2（9月12日、TMA）
- 雪村流 磔 〜襖・布団〜（9月13日、妄想族）
- 美女と包茎5 オール真性包茎しゃぶり（9月19日、映天）
- Pure Moe Mix（9月25日、日本コンテンツ流通）
- 女子校生中出しナンパ!! 高偏差値な学校に通っている清純派女子校生に媚薬を飲ませて犯っちゃいました!!2（9月25日、隼エージェンシー）
- 自分のマ●コに合った最高のチ●ポを選べるお店「レンタルチ●ポ屋」〜人生最高のSEXでイクのを我慢させ、汗だく悶絶編〜（9月26日、ケイ・エム・プロデュース）
- エレガント人妻ナンパ 7（9月26日、GIGOLO）
- パイパンのロリ地味子に中出し 2（10月12日、ケー・トライブ）
- お兄ちゃん!一生のお願い!私のアソコに指入れて!!と今にも泣き出しそうな顔をして僕に助けを求めてきた妹。部屋にある物をマ○コの中に入れてオナニーしていたら自分では取り出せなくなったらしく勇気を出して僕にお願い。2（10月23日、Hunter）
- ヒロインイメージファクトリー 柳生十兵衛（千花爛漫ブシドーガールズ）&火鷹舞（火鷹伝説）（11月7日、ギガ）
- ウブな教え子をち○ぽ汁（ザーメン）まみれにするデカチン巨乳ふたなり体育教師2（11月8日、ディープス）
- 素人参加痴漢2〜仕事・家庭・全てを忘れ魂のザーメンぶっ放しドキュメント〜（11月8日、ナチュラルハイ）
- 浴室の扉を開けたら清楚なお姉ちゃんがオシッコ中!初めて見た姉のオマ○コに欲情した弟は抑えがきかず禁断の近親相姦2（11月8日、ナチュラルハイ）
- 幼な恋レズビアン（11月13日、MOODYZ）
- 街行くお嬢さん!パンツ内素股してくれませんか!?（11月20日、ATOM）
- 東京23区内の人気オナクラで実証!2人っきりのプレイルームで徐々に子宮が火照り出す催淫ハーブを焚いたら、みるみる充血する敏感オマ○コ!「本番NG」「脱ぎもNG」「キスもNG」だけど可愛さでNo.1のプレミアム嬢となし崩し生本番は出来るのか!?（12月6日、ディープス）
- 「早くしないと赤ちゃんできちゃう!」妹の妊娠を心配するお姉ちゃんが禁断のクンニで中出しされた精子を吸い取りごっくん!（12月6日、ナチュラルハイ）共演:篠田ゆう
- イキたくてもイカせない！ イカせず中出し交渉!2 寸止め地獄で判断能力を低下させてからナマチ○ポ挿入を誘惑、中出し交渉!デビュー女優から人気女優まで手加減なしの快楽地獄！（12月6日、Mr.michiru）
- 巨乳人妻モニタリングナンパ 〜世の旦那様!あなたの知らない所で奥様は淫乱なんです〜（12月12日、I.B.WORKS）

- 山奥の温泉旅館で見つけた、愛くるしい修学旅行生たち。シーズン2（1月1日、ミニマム）
- ビデオレター 私のオナニー見てください。ウリ営業をする女子校生6人（1月1日、プラネットプラス）
- 花魁撫子でありんす。華ノ篇（1月9日、ONE DA FULL）※Onafesグランプリ2015エントリー作品
- 女子校生専用 性感レズエステ（3月20日、クリスタル映像）
- 彩城ゆりなの3穴レイプファン感謝祭(5月16日、エムズビデオグループ) - 監督:テキラティーノ
- 黒き魔装の誘惑 8～邪悪に染まる聖なる香り～（5月22日、GIGA）

## 出演

### 映画
- 女と女のラブゲーム　男達を犯せ！（2014年9月12日、Xces Film） - 山岸葉子 役[13]
- 愛Robot したたる淫行知能（2015年10月9日、オーピー映画） - 霞 役[14]（主演）
- サイコウノバカヤロウ（2017年7月3日公開、オーピー映画） - 中岡有希 役（主演）

### テレビ
- 内村さまぁ〜ず #195（2014年10月13日、内さま.com）
- 徳井義実のチャックおろさせて〜や Z　〜秋の収穫祭〜（2014年11月8日、BSスカパー!） - 「ペロペロハウス」に出演
- ビ〜チ9（2014年12月、テレビ埼玉） - マンスリーゲスト
- 魚拓と成瀬のツキとスッポンぽん #31・#32（2015年4月5日・12日、パチ・スロ サイトセブンTV）